# نيكولا باشتش
نيكولا (نقولا) پاشِتْش (بالصربيّة المكتوبة بالحروف الكيريليّة Никола Пашић و. 1846 - ت. 1926 م) سياسي ودبلوماسي يوغوسلافي صربي. خلال مسيرته السياسية التي امتدت لما يقرب من خمسة عقود، خدم خمس مرات كرئيس لوزراء صربيا وثلاث مرات كرئيس لوزراء يوغوسلافيا، وقاد 22 حكومة في المجموع، لعب دورًا فعالًا في تأسيس يوغوسلافيا ويعتبر أحد أكثر الشخصيات تأثيرًا في تاريخ صربيا في القرن العشرين. مع 12 عامًا في منصبه، كان باشيتش رئيس وزراء صربيا الأطول خدمة.
سيطر على صربيا من عام 1903 وحتّى وفاته. أشغل منصب رئيس الوزراء مرّات عديدة. كانت سياسته الموالية لروسيا والمعادية للنمسا أحد أهمّ العوامل التي أدّت إلى اندلاع الحرب العالمية الأولى. قام عام 1917 بمحاولات لتوحيد صربيا، وكرواتيا، وسلوفينيا.

## روابط خارجية
- نيكولا باشتش على موقع الموسوعة البريطانية (الإنجليزية)